# Folkomröstningar i Sverige
Folkomröstning i Sverige regleras i regeringsformen (8 kap. 2 § 5 punkten). 
Folkomröstningar i Sverige är i regel rådgivande och politikerna kan fatta beslut som strider mot valresultatet; detta skedde till exempel efter folkomröstningen om högertrafik (väljarna röstade 1955 nej till byte till högertrafik, men detta infördes i alla fall 1967). I en typ av fall är en svensk folkomröstning beslutande: om frågan gäller en grundlagsändring och folkomröstningen hålls i samband med ett riksdagsval, så är ett nej i folkomröstningen bindande.
Valmyndigheten är den myndighet som ansvarar för planeringen och genomförandet av folkomröstning.
Kommunala och landstingskommunala folkomröstningar regleras i lagen om kommunala folkomröstningar och i kommunallagen. Om 10 procent av de röstberättigade i en kommun eller landstingskommun vill ha folkomröstning är kommun- eller landstingsfullmäktige skyldiga att ta upp frågan. Det krävs en kvalificerad majoritet av 2/3 av fullmäktiges ledamöter för att stoppa initiativet. Innan 2012 räckte det med 5 % för att väcka frågan, men å andra sidan så räckte det också med 50 % för att stoppa initiativet vilket försvagade möjligheten att driva igenom en folkomröstning mot den aktuella kommunens politiska majoritet.

## Nationella folkomröstningar i Sverige
Tabellen nedan är baserad på information från Statistiska centralbyrån
och Valmyndigheten.
| Ämne               | Datum             | Resultat                                                        | Valdeltagande |
| ------------------ | ----------------- | --------------------------------------------------------------- | ------------- |
| Rusdrycksförbud    | 27 augusti 1922   | Ja 49,0 %, Nej 51,0 %                                           | 55,1 %        |
| Högertrafik        | 16 oktober 1955   | Nej 82,9 %, Ja 15,5 %, Blankt 1,6 %                             | 53,2 %        |
| Pensionsfrågan     | 13 oktober 1957   | Linje 1: 45,8 %, Linje 2: 15,0 %, Linje 3: 35,3 %, Blankt 3,9 % | 72,4 %        |
| Kärnkraftsfrågan   | 23 mars 1980      | Linje 1: 18,9 %, Linje 2: 39,1 %, Linje 3: 38,7 %, Blankt 3,3 % | 75,6 %        |
| EU-medlemskap      | 13 november 1994  | Ja 52,3 %, Nej 46,8 %, Blankt 0,9 %                             | 83,3 %        |
| Införande av euron | 14 september 2003 | Nej 55,9 %, Ja 42,0 %, Blankt 2,1 %                             | 82,6 %        |

## Kommunala folkomröstningar
Utöver de nationella folkomröstningarna har det många gånger även hållits kommunala folkomröstningar i olika svenska kommuner. Den första hölls 1980. En lista över dessa återfinns i artikeln om den listan över kommunala folkomröstningar i Sverige.